# Ultranacionalizam
Ultranacionalizam je »ekstremni nacionalizam koji promiče interes jedne države ili naroda iznad svih ostalih« ili jednostavno »ekstremna odanost vlastitoj naciji«.

## Uvod
Prema Januszu Bugajskom, »u svojim najekstremnijim ili najrazvijenijim oblicima, ultranacionalizam nalikuje fašizmu, obilježen ksenofobičnim prezirom prema drugim nacijama, podrškom autoritarnim političkim aranžmanima na granici totalitarizma i mitskim naglaskom na organsko jedinstvo između karizmatičnog vođe, organizacijski amorfne stranke pokreta i nacije«. Roger Griffin tvrdi da je ultranacionalizam u biti ksenofobičan i da je poznato kako se legitimira »kroz duboko mitizirane pripovijesti o prošlim kulturnim ili političkim razdobljima povijesne veličine ili o starim računima kako bi se obračunao s navodnim neprijateljima«. Također se može osloniti na »vulgarizirane oblike fizičke antropologije, genetike i eugenike kako bi se racionalizirale ideje nacionalne superiornosti i sudbine, degeneracije i subhumanosti«.
U kombinaciji s pojmom nacionalnog preporoda, ultranacionalizam je ključni temelj fašizma.

## Ultranacionalističke političke stranke

### Trenutno zastupljene u nacionalnim zakonodavnim tijelima
Sljedeće političke stranke okarakterizirane su kao ultranacionalističke.
- Australija: Stranka jedna nacija[6]
- Cipar: ELAM[7]
- Estonija: Konzervativna narodna stranka Estonije[8][9][10]
- Francuska: Nacionalni front[11]
- Njemačka: Alternativa za Njemačku[12][13]
- Grčka: Grčko rješenje[14]
- Indija: Shiv Sena[15]
- Izrael: Tkuma,[16] Otzma Yehudit,[17] Nova desnica[18]
- Italija: Braća Italije[19]
- Japan: Liberalna demokratska stranka (frakcije)[20][21][22][23]
- Poljska: Nacionalni pokret[24]
- Sjeverna Koreja: Radnička stranka Koreje[25]
- Rumunjska: Savez za Uniju Rumunja (frakcije)[26][27]
- Rusija: Liberalna demokratska stranka Rusije,[28] Rodina[29]
- JAR: Economic Freedom Fighters[30][31]
- Slovačka: Narodna stranka naša Slovačka[32]
- Španjolska: Vox[33][34]
- Švicarska: Švicarska narodna stranka[35]
- Turska: Stranka nacionalističkog pokreta,[36][37] Velika stranka jedinstva[38]
- Ukrajina: Svoboda[39]

### Stranke koje su nekada imale ultranacionalističke tendencije ili frakcije
Sljedeće političke stranke povijesno su imale ultranacionalističke tendencije ili frakcije.
- Bosna i Hercegovina: Srpska demokratska stranka[40][41]
- Hrvatska: Hrvatska demokratska zajednica[42]
- Mađarska: Jobbik[43][44][45]
- Sjeverna Makedonija: VMRO-DPMNE[46]

### Stranke koje su nekada bile zastupljene u nacionalnim zakonodavnim tijelima
- Bugarska: Napad,[47] VMRO,[48][49] Nacionalna fronta za spas Bugarske[48]
- Kamerun: Komunistička partija Kampučije[50]
- Hrvatska: Hrvatska stranka prava,[42] Hrvatska čista stranka prava[42]
- Grčka: Zlatna zora[51][52][53]
- Japan: Udruženje za pomoć carskoj vladavini[54]
- Mjanmar: Stranka solidarnosti i razvoja unije[55][56]
- Srbija: Srpska radikalna stranka,[57] Stranka srpskog jedinstva,[58][59][60] Dveri (ranije)[61][62][63]
- Južna Afrika: Nacionalna stranka[64]
- Južna Koreja: Nacionalna omladina[65]
- Španjolska: FET y de las JONS[66]

## Ultranacionalističke političke organizacije
- Indija: Pemuda Pancasila[67]
- Japan: Nippon Kaigi,[68][69][70][71][72] Zaitokukai[73][74]
- Malezija: Perkasa[75]
- Meksiko: Nacionalistička fronta Meksika, Nacionalna sinarhistička unija[76][77]
- Mjanmar: Domoljubna udruga Mjanmara[78][79][80]
- Rusija: Ruski carski pokret[81]
- Šri Lanka Bodu Bala Sena, Sinhala Ravaya[82]
- Turska: Sivi vukovi[83][84][85]
- Ujedinjeno Kraljevstvo: Engleska obrambena liga,[86] Siol nan Gaidheal[87]